# Erik Gustaf Geijer
Erik Gustaf Geijer (n. 12 ianuarie,  1783 - d. 23 aprilie, 1847) a fost un scriitor, compozitor și istoric suedez.
A fost conducător al grupării literare Götiska förbundet.
Prin lirica sa romantică, animată de patos național, celebrează cultul străbunilor, exprimând aspirația spre libertate.
Geijer a fondat revista Iduna.

## Opera
- 1810: Ce învățăminte poate trage educația morală a omului din fantezia creatoare ("Vilka förderlar kunna vid människornas moraliska uppfostran dragas av deras inbillningsgåva")
- 1811: Vikingul ("Vikingen")
- 1811: Ultimul erou ("Den siste kämpen")
- 1811: Ultimul scald ("Den siste skalden")
- 1818: Privire asupra folosirii miturilor nordice în artele frumoase ("Betraktelser i avseende på nordiska myternas användande i skön konst")
- 1825: Preistoria Suediei ("Svearikes häfder")
- 1832/1836: Istoria poporului suedez ("Svenska folkets historia").